# Жданка (станция)
Жданка — станция-музей в городе Богородицк Тульской области. Названа по одноимённой деревне, расположенной неподалёку.
Шестая реконструированная станция-музей, после станций Ясная Поляна, Скуратово, Тарусская, Чернь и Ефремов, в Тульской области, в честь 175-летней годовщины Российских железных дорог.

## История
В 1874 году от станции Хрущёво (ныне — Узловая) через город Богородицк построена ветка Ряжско-Вяземской железной дороги на города Ефремов и Елец, и открыта 15 декабря (27 по старому стилю) 1874 года станция Богородицк благодаря министру путей сообщения Российской империи в 1871—1874 годах графу А. П. Бобринскому.
После появления в 1885 году станции Богородск (ныне — Ногинск), грузы стали отправляться не по назначению. В связи с жалобами, Министерство путей сообщения Российской империи Приказом от 1 января 1904 года переименовало станцию в Жданка.

## Музей «Жданка»
Музей является отделом Богородицкого дворца-музея и парка и открыт в 2012 году.
Вокзал отремонтирован в ходе реконструкции в конце 2012 года; на его крыльце — колокол. В сквере перед вокзалом расположены скульптуры чёрной пантеры, лешего и сказочный колодец.
Фонды музея представлен моделями паровозов в настенных витринах, в горизонтальных — документами, фотографиями, формой железнодорожников конца XIX — начала XX веков, макетом исторического комплекса дореволюционных зданий станции, дорожным чемоданом XIX века, моделями паровозов и самоваром из буфета станции, изготовленным в 1924 году на Тульском патронном заводе.
Экспонаты отражают деятельность графов Бобринских, а экспозиционный зал представлен импровизированным интерьером кабинета министра: копии, выполненные по образцам конца XIX века — кресло, диван, книжный шкаф, письменный стол и напольные часы; остальные экспонаты — подлинники 1870—1880-х годов. Имитация каминной печи имеет подлинную изразцовую плитку.
В музее проводятся мероприятия: музейные занятия «Весёлое путешествие» и «Игры со старушкой Шапокляк»; также — театрализованная экскурсия «Поезд прибывает на станцию Жданка». В 2021 году прошёл литературный вечер.

### Бюст А. П. Бобринского
Бронзовый бюст графа А. П. Бобринского — скульптура А. И. Чистякова, взявший за образец портрет графа в парадном мундире из галереи Министров путей сообщения, подготовленной к 130-летию создания Российских железных дорог. На постаменте золотом высечен текст: «Алексей Павлович Бобринский (1826—1894) — Министр путей сообщения, почётный гражданин г. Богородицка».